# Рейнеке, Михаил Францевич
Михаи́л Фра́нцевич Ре́йнеке (нем. Michael von Reineke; 10 ноября 1801, мыза Гротгаузенсгоф, Венденский уезд, Лифляндская губерния — 17 апреля 1859, Франкфурт-на-Майне) — известный учёный-гидрограф, вице-адмирал, член-корреспондент Академии наук, член Императорского Географического общества, автор более 60 печатных работ по гидрографии, астрономии, мореплаванию. Был самым близким другом адмирала П. С. Нахимова. Исследовал Белое и Баренцево моря. В честь адмирала названы остров и посёлок Рейнеке в Японском море у Владивостока, остров и залив в Охотском, залив на Новой Земле, гора на острове Рейнеке.

## Родословная
Рейнеке происходят из лифляндской ветви старинного саксонского рода. Они появились в Штаргарде (Померания), ныне — Старгард-Щециньски — в XV веке. Первый документально подтверждённый представитель рода — Асмус Рейнеке — упоминается как домовладелец и бюргер в 1540 и 1567 годах. Третий сын Асмуса Давид (1580—1622) окончил Штеттинскую гимназию Святой Марии, Кёнигсбергский университет и работал в Риге в школе Домского собора, дойдя до члена коллегии школы. Он является родоначальником всех Рейнеке в Лифляндии.
Третий сын Давида Рейнеке и Маргареты фон Маллен — Франциск (1601—1665) тоже окончил Кёнигсбергский университет, был наставником принца Якоба Курляндского, а после работал в Вендене судьёй, президентом суда округа и сообщества бюргеров. Сыновья Франциска и Хелены Киппе положили начало ветвям рода в России. Их старший сын Давид является прямым предком Михаила Францевича Рейнеке.
Дед Михаила Францевича был выборгским бургомистром юстиции, а впоследствии перешёл в Ригу советником надворного суда.
Родители Михаила Францевича — надворный советник Франц Францевич Рейнеке (27.01.1746 — 07.02.1821), командир Камчатки в 1780—1787 годах, и Марфа Васильевна, урождённая Липовцова (ум. 23.10.1830), дочь капитана артиллерии из Иркутска. В семье было шесть сыновей и две дочери, Михаил был младшим.

## Ранняя биография
Первоначальное воспитание Михаил Францевич получил в доме своих родителей, а с 1812—1814 годах учился в частном пансионе г. Ульриха, в Петербурге. В 1814 году Рейнеке поступил в Морской кадетский корпус и в июне 1815 года выдержал экзамен на гардемарина. Через два с половиной года, 20 января 1818 он окончил кадетский корпус и был произведён в унтер-офицеры, а 9 февраля — в мичманы флота.

## История службы
В Кронштадте Михаил Францевич был зачислен в третий флотский экипаж под команду капитан-командора Е. П. Гетцена, чьим экипажным адъютантом он и стал. В марте 1823 года Рейнеке произведён в лейтенанты, а в 1824 году совершил плавание по Белому морю на бриге «Кетти» под командованием Д. А. Демидова с целью промера дна для определения мелей. Эта экспедиция не достигла желаемых результатов, но стала для Михаила Францевича первой школой практической гидрографии.
В феврале 1826 Рейнеке был назначен уже начальником экспедиции, отправлявшейся к берегам Лапландии. Летом того же года его экспедиция описала берега Кольского залива, реки Туломы и западной части Лапландии. За эти труды Михаил Францевич был награждён орденом Святой Анны 3 степени.
В том же 1826 году в Архангельске были построены бриг «Лапоминка» и две небольшие шхуны «№ 1» и «№ 2», специально предназначавшиеся для работ в Белом море, а 4 марта 1827 года по предложению И. Ф. Крузенштерна Михаил Францевич был назначен руководителем Беломорской экспедиции. В течение шести следующих лет Рейнеке каждое лето проводил в плавании, проводя гидрографические исследования, которые закончились осенью 1832 года. За эти труды он был награждён прибавочным жалованьем и произведён в чин капитан-лейтенанта. Результатом шестилетней работы экспедиции был труд, появившийся в 1833—1834 годах: «Атлас Белого моря и Лапландского берега», текст к которому вышел в двух томах, в 1843 и 1850 годах, под заглавием: «Гидрографическое описание северного берега России, составленное кап.-лейт. М. Рейнеке». За эти сочинения Михаил Францевич был удостоен Императорской Академией Наук полной Демидовской премии.
На основании пятнадцатилетних кропотливых наблюдений, Михаил Францевич определил средний уровень моря и нанёс метку на граните Кронштадтского Синего моста через Проводной канал. Точность определения уровня моря у Рейнеке была так высока, что со временем Кронштадтский футшток стал эталоном и с тех пор по настоящее время он является исходной точкой отсчёта нивелировочной сети всей страны. От нуля Кронштадтского футштока отсчитываются высоты и глубины по всей территории России, в омывающих её морях, а также в воздушном и космическом пространстве. К нему «привязаны» все географические карты и даже орбиты космических аппаратов определяются по этой отметке. Многолетние позднейшие измерения подтвердили точность футштока, корректировка не потребовалась.
По проекту Рейнеке были устроены три маяка: на мысе Терском Орлове и на островах Моржовце и Жижгинском.
В 1833—1852 годах Михаил Францевич занимался гидрографическими исследованиями в водах Балтийского моря.
В 1840 году Рейнеке было присвоено звание капитана I ранга.
С 1835 года Михаил Францевич принял в своей экспедиции новый способ промера, изобретённый одним из подчинённых ему офицеров — лейтенантом Александром Карловичем Сиденснером.
6 декабря 1849 года Рейнеке был произведён в генерал-майоры.
В 1853 году, по советам врачей, Рейнеке отправился в Крым. Встретил своего друга адмирала П. С. Нахимова при его возвращении в Севастополь после Синопской победы.
В июне 1855 года Михаил Францевич простился с Павлом Степановичем (это была последняя встреча адмиралов, друживших со времён Морского кадетского корпуса, вскоре П. Нахимов был смертельно ранен на Малаховом Кургане Севастополя) и вернулся в Петербург, где был назначен членом Морского Учёного Комитета, а также произведён в контр-адмиралы. Уже через два месяца, 30 августа 1855 года, произведён в вице-адмиралы и назначен директором Гидрографического Департамента, инспектором Корпуса флотских штурманов и председателем Морского Учёного Комитета. Под его руководством составлялись и печатались новые морские карты, Рейнике издавал журналы «Записки гидрографического департамента» и «Известия о переменах лоции».

## В отставке
В декабре 1857 года Михаил Францевич был уволен от должности инспектора штурманов Балтийского флота с оставлением в должностях директора Гидрографического департамента и председателя Морского Учёного комитета, а в мае 1858-го поехал за границу для восстановления здоровья. Лето Рейнеке провёл на водах в Швальбахе, в сентябре приехал в Гейдельберг, а в апреле 1859 отправился в Висбаден. Вечером 16 апреля прибыл во Франкфурт-на-Майне, где умер на следующий день в 3 часа дня.